# Klumprit (Mojolaban)
Klumprit is een bestuurslaag in het regentschap Sukoharjo van de provincie Midden-Java, Indonesië. Klumprit telt 4609 inwoners (volkstelling 2010).